# KAIRA
KAIRA (Kilpisjärvi Atmospheric Imaging Receiver Array) ist ein wissenschaftliches Messinstrument des Geophysikalischen Observatoriums Sodankylä (Universität Oulu). Dieser Breitbandradioempfänger wird zur Erforschung der Atmosphäre und des erdnahen Weltraumes sowie zu astronomischer Forschung benutzt.
KAIRA basiert auf LOFAR-Antennen- und Signalverarbeitungstechnologie und kann sowohl unabhängig als passiver Empfänger als auch als Empfänger für das in Tromsø, Norwegen, befindliche EISCAT-UKW-Radar benutzt werden. Zwar wurde KAIRA gebaut, um Technologien für das modulare EISCAT_3D-Radarsystem zu entwickeln, aber KAIRA ermöglicht darüber hinaus eine Vielfalt von innovativer Forschung
und technologischer Entwicklung. KAIRA wurde von der Universität Oulu, dem Europäischen Fonds für regionale Entwicklung und der Gemeinde Sodankylä finanziert. Die Gesamtkosten betrugen 1,263 Millionen Euro.
KAIRA ist seit 2012 in Betrieb.